# 七日町駅
七日町駅（なぬかまちえき）は、福島県会津若松市七日町にある、東日本旅客鉄道（JR東日本）只見線の駅である。
西若松駅から乗り入れる会津鉄道会津線の列車も停車する。
所在地名は「なのかまち」と読むが、駅名は「なぬかまち」と称している。

## 歴史
- 1934年（昭和9年）11月1日：国有鉄道会津線、ガソリンカーのみの停車場として開業する[1][3]。
- 1945年（昭和20年）6月20日：営業を休止する[1]。
- 1946年（昭和21年）6月20日：営業を再開する[1]。
- 1984年（昭和59年）3月1日：無人駅となる[2]。
- 1987年（昭和62年）4月1日：国鉄分割民営化により、JR東日本の駅となる[4]。
- 2002年（平成14年）7月28日：現在の駅舎が竣工し[5][6]、「駅Cafe.」が開業する。

## 駅構造
単式ホーム1面1線を有する地上駅で、会津若松駅管理の無人駅である。
駅舎はホームの西若松方にあり、長辺がホームと直交するような形で設置されている。2002年（平成14年）にレトロ調へ改築された駅舎で、駅舎内には「駅Cafe.」と称するアンテナショップが入居しているが、乗車券の受託販売などは行っていない（まちなか周遊バス「ハイカラさん」の一日乗車券は販売している）。以前は自動券売機が設置されていたが、乗車駅証明書発行機に置き換えられた。
駅前はまちなか周遊バス「ハイカラさん」が乗り入れるため整備されている。駅前広場の一角には「七日町駅開設記念」碑が建立されている。
クリスマスシーズンになると、駅舎にイルミネーションが施される。

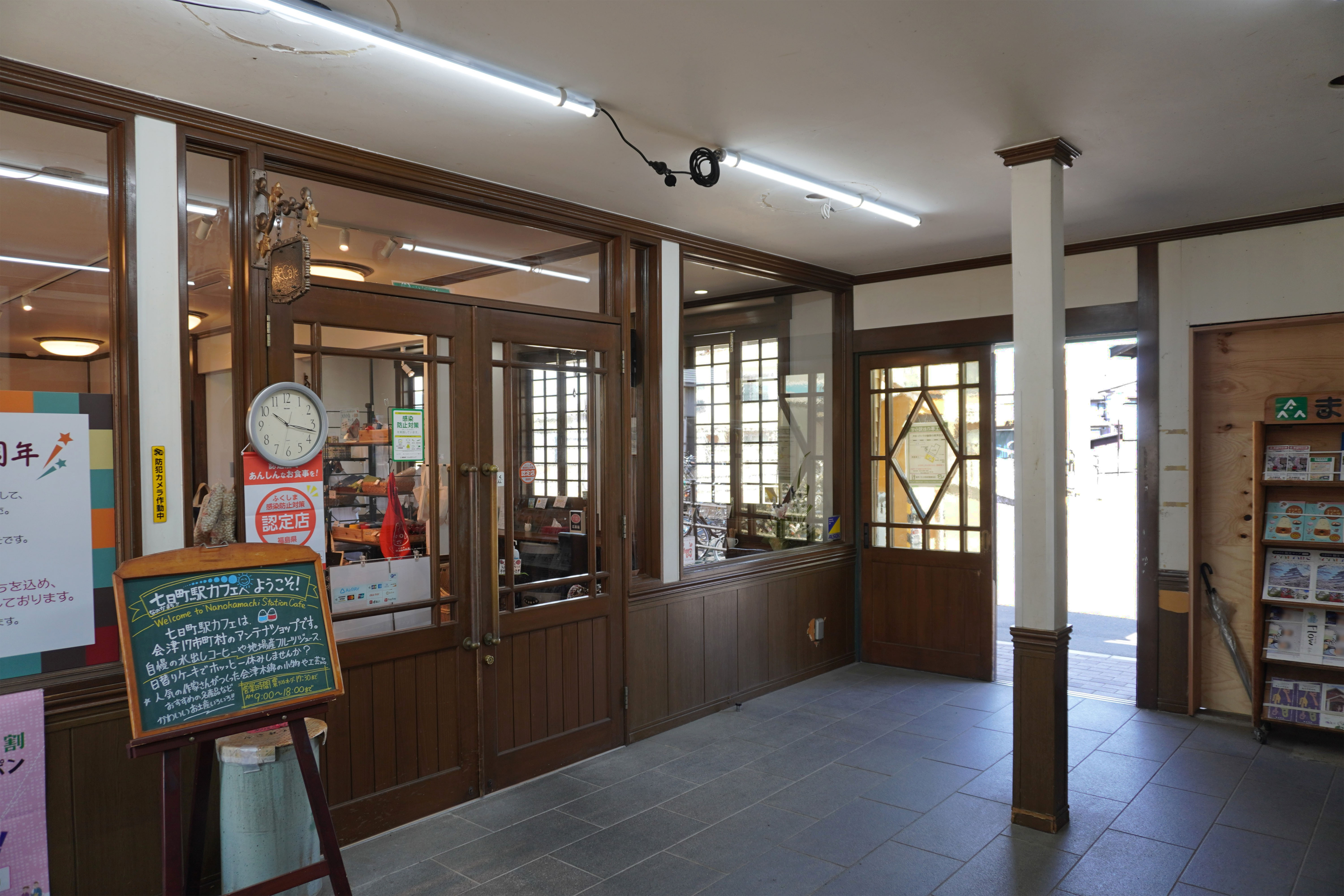
駅舎内（2023年4月）
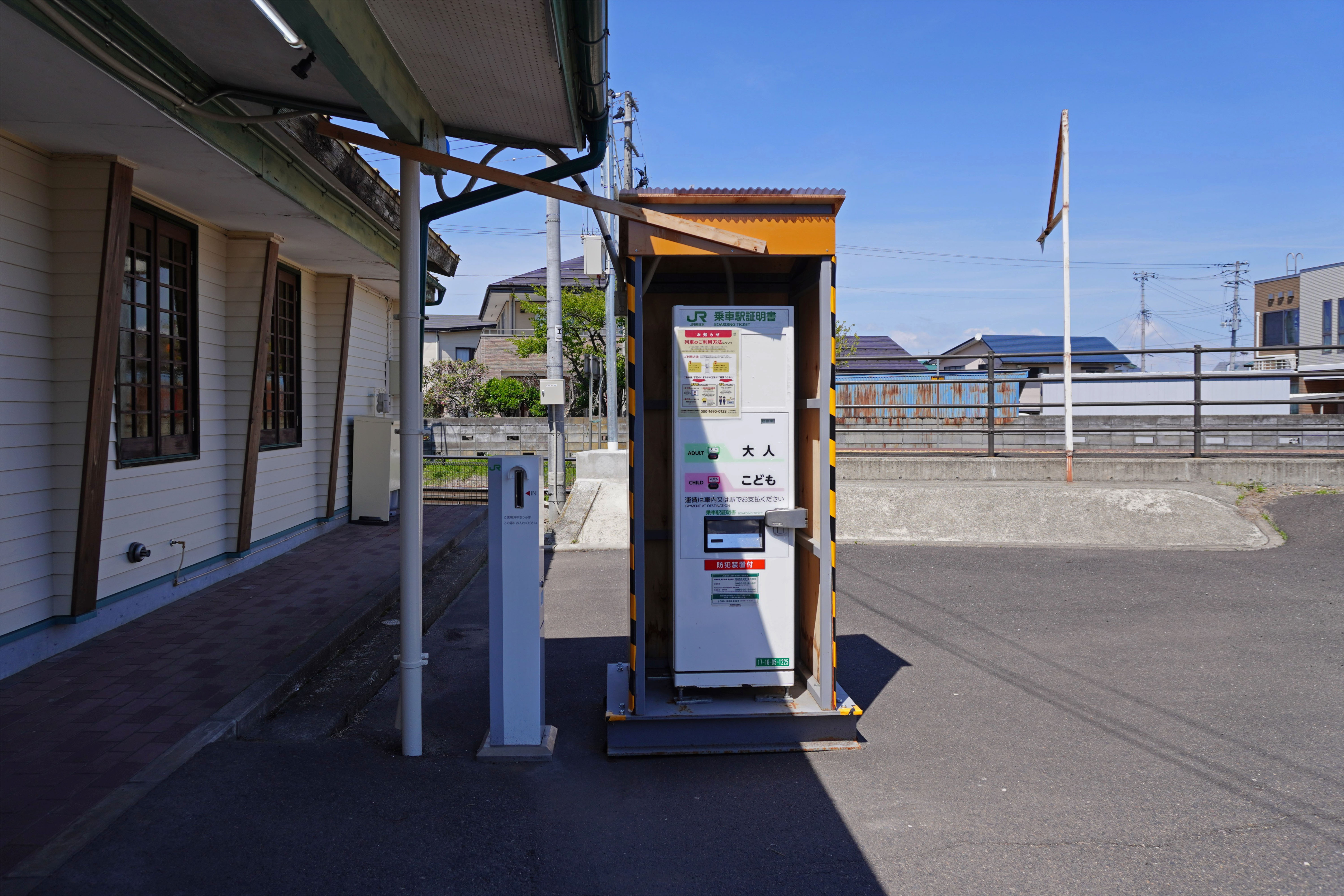
乗車駅証明書発行機（2023年4月）
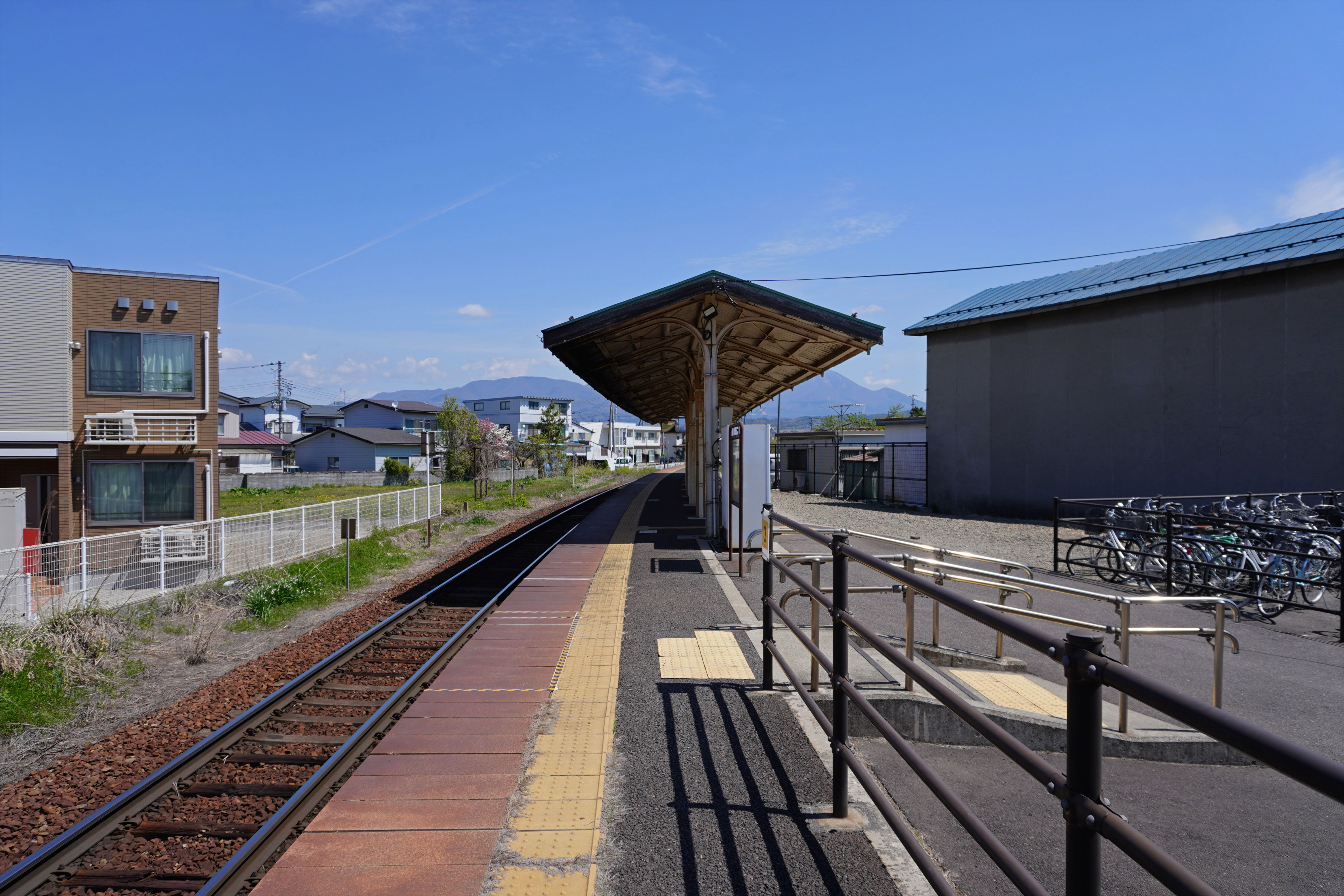
ホーム（2023年4月）
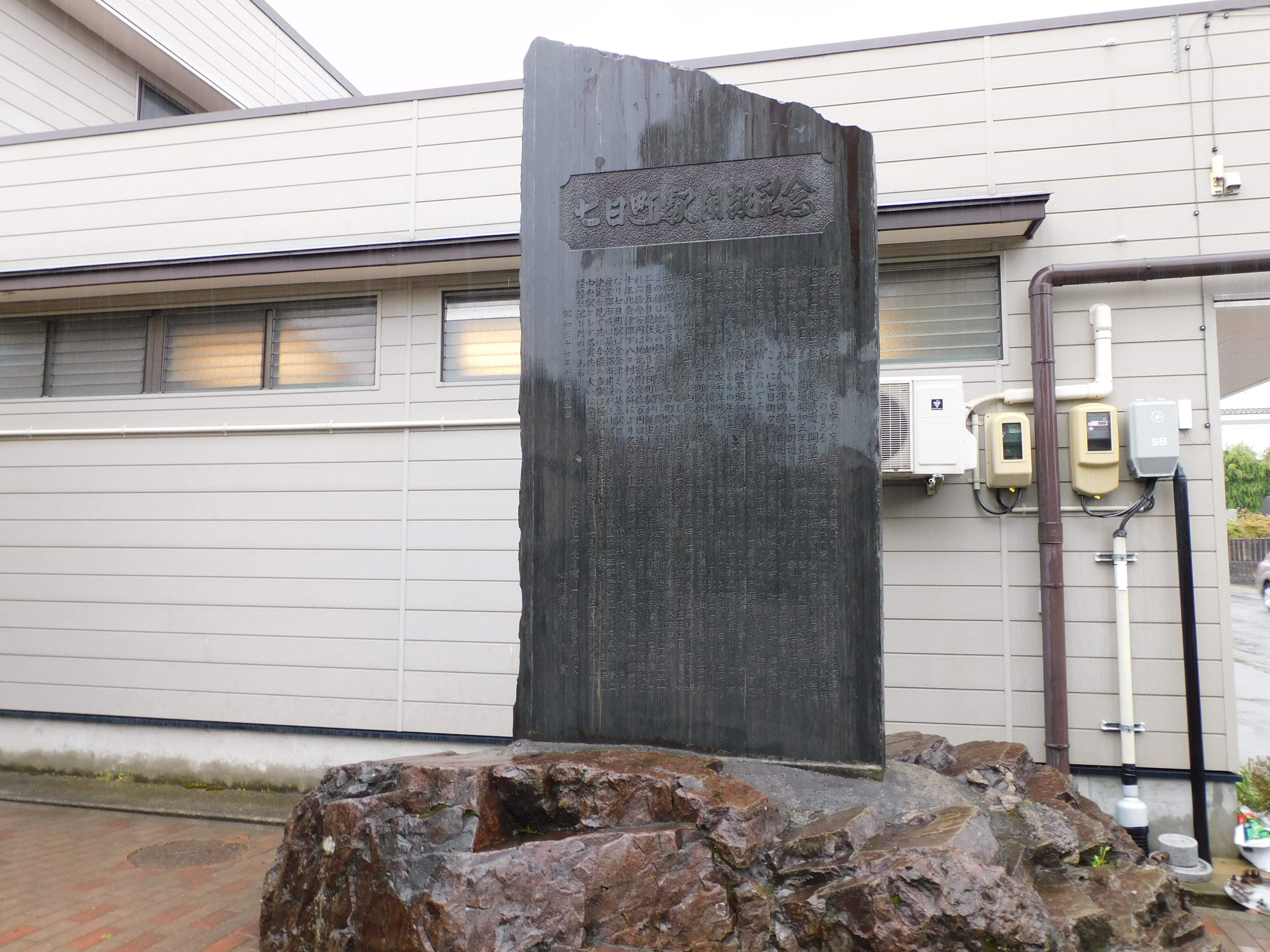
「七日町駅開設記念」碑（2022年5月）
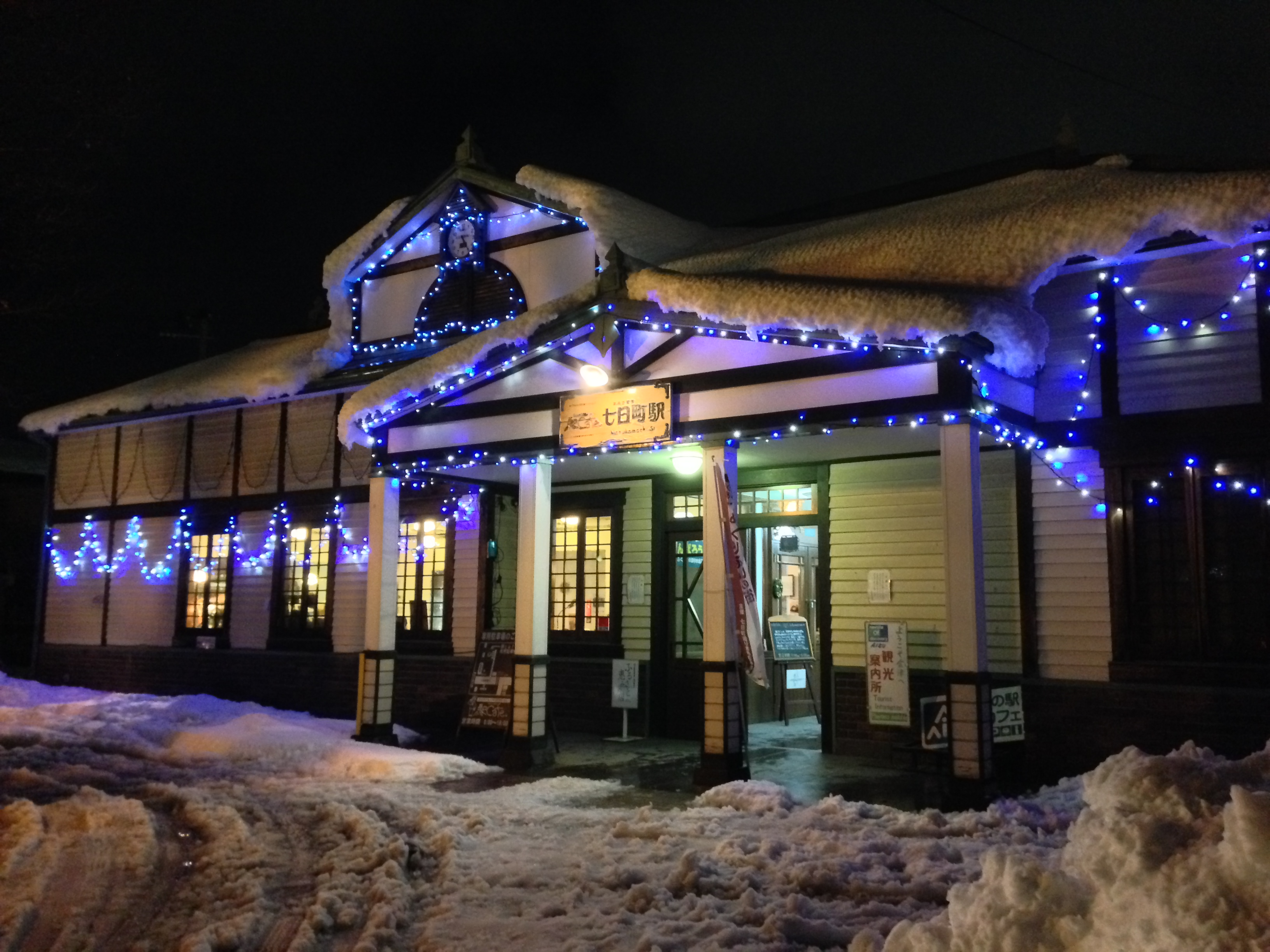
イルミネーションが施された駅舎（2013年12月）

## 利用状況
「福島県統計年鑑」や「会津若松市の市勢統計データ」によると、2000年度（平成12年度）- 2004年度（平成16年度）の1日平均乗車人員の推移は以下のとおりであった。
| 1日平均乗車人員推移 | 1日平均乗車人員推移 | 1日平均乗車人員推移 | 1日平均乗車人員推移 | 1日平均乗車人員推移 | 1日平均乗車人員推移 | 1日平均乗車人員推移 |
| 年度                | 普通乗車            | 定期乗車            | 合計                | 出典                | 出典                |                     |
| 年度                | 普通乗車            | 定期乗車            | 合計                | 福島県              | 会津若松市          |                     |
| ------------------- | ------------------- | ------------------- | ------------------- | ------------------- | ------------------- | ------------------- |
| 2000年（平成12年）  | 62                  | 232                 | 294                 | [ 県 1 ]            | [ 市 1 ]            |                     |
| 2001年（平成13年）  | 54                  | 197                 | 251                 | [ 県 2 ]            | [ 市 1 ]            |                     |
| 2002年（平成14年）  | 57                  | 205                 | 262                 | [ 県 3 ]            | [ 市 1 ]            |                     |
| 2003年（平成15年）  | 54                  | 193                 | 247                 | [ 県 4 ]            | [ 市 1 ]            |                     |
| 2004年（平成16年）  | 50                  | 218                 | 268                 | [ 県 5 ]            | [ 市 1 ]            |                     |

## 駅周辺
周辺は会津若松の市街地である。駅前には「七日町通り」と称する道路があり、幹線道路として機能するほか、沿道に立地する施設や建築物を活かした町おこしもなされている。
- 阿弥陀寺 - 境内に斎藤一の墓がある。
- 野口英世青春通り
- 福島県立葵高等学校
- 会津若松ザベリオ学園小学校・中学校・高等学校
- 会津若松市立日新小学校
- 会津若松市立城北小学校
- 会津若松郵便局
- 若松七日町郵便局
- 会津信用金庫七日町支店
- 大東銀行会津支店
- 東邦銀行会津営業部
- 福島銀行会津支店
- みずほ銀行会津支店
- 第四北越銀行会津支店
- 国道118号・国道121号（神明通り）
- 国道252号（七日町通り）
- 福島県道59号会津若松三島線
- 福島県道326号浜崎高野会津若松線
- リオン・ドール七日町店

## バス路線

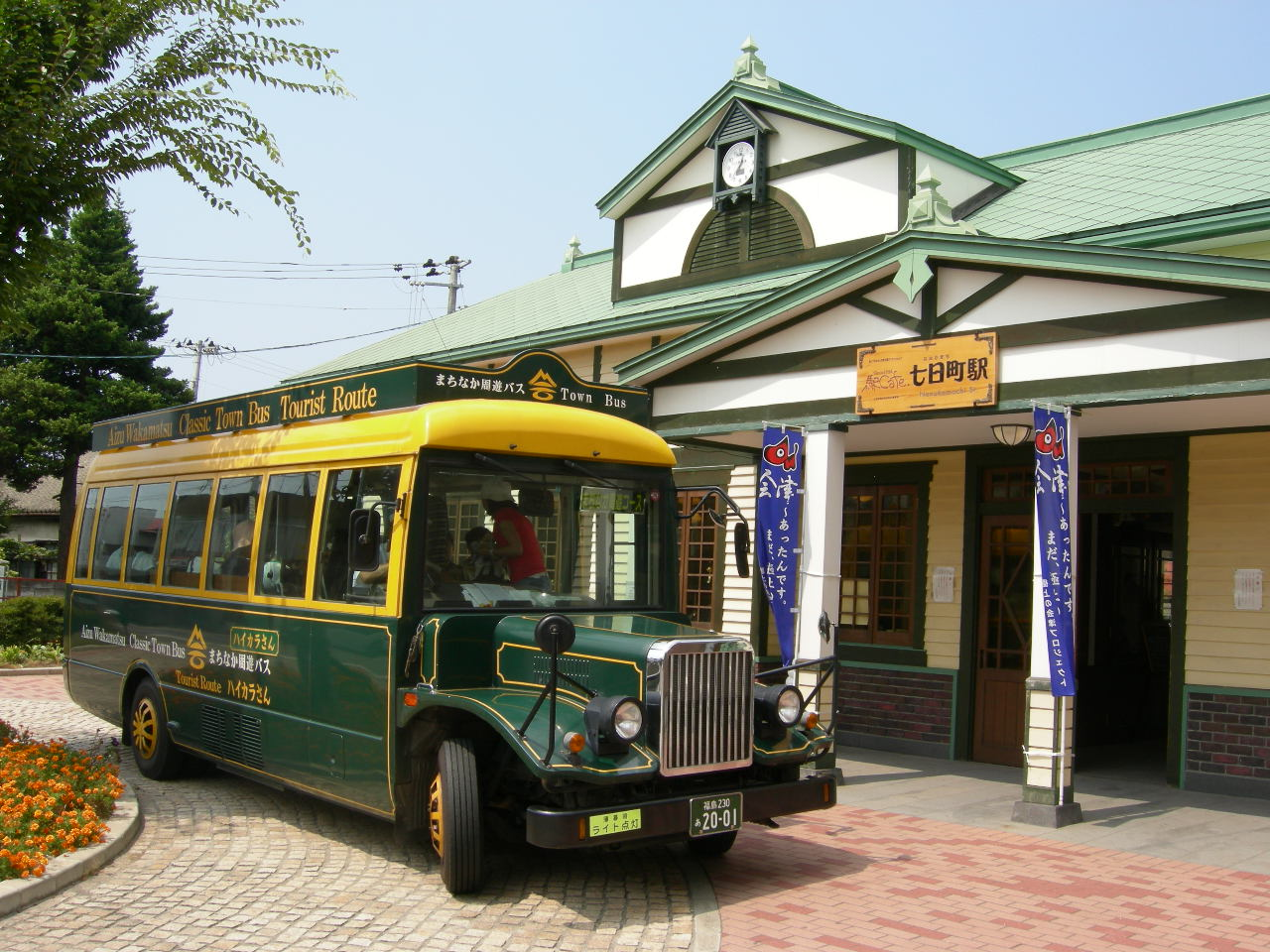
駅前に停車するまちなか周遊バス「ハイカラさん」

「七日町駅」停留所にて、以下の路線バスが発着する。
- まちなか周遊バス
  - ハイカラさん・あかべぇ：若松駅前
- 会津乗合自動車
  - 坂下線：坂下営業所／若松駅前バスターミナル

## 隣の駅
東日本旅客鉄道（JR東日本）
■只見線
会津若松駅 - 七日町駅 - 西若松駅
会津鉄道
■会津線（会津若松駅 - 西若松駅間はJR只見線）
□快速（「AIZUマウントエクスプレス」「リレー号」含む）・■普通（「リレー号」含む）
会津若松駅 - 七日町駅 - 西若松駅

### 記事本文
1. 1 2 3 4  歴史でめぐる鉄道全路線 国鉄・JR 6号、22頁
2. 1 2  「「通報」●只見線七日町駅ほか8駅の駅員無配置について（旅客局）」『鉄道公報』日本国有鉄道総裁室文書課、1984年2月28日、4面。
3. ↑  “七日町駅 会津若松七日町通り”. 2021年7月24日閲覧。
4. ↑  歴史でめぐる鉄道全路線 国鉄・JR 6号、23頁
5. ↑  「鉄道記録帳」『RAIL FAN』第49巻第10号、鉄道友の会、2002年10月号、22頁。
6. 1 2  「JR年表」『JR気動車客車編成表 '03年版』ジェー・アール・アール、2003年7月1日、185頁。ISBN 4-88283-124-4。

### 利用状況
福島県統計年鑑
1. ↑  “97 鉄道輸送状況” (xls). 第116回 福島県統計年鑑.   福島県 (2002年11月). 2023年5月30日閲覧。
2. ↑  “97 鉄道輸送状況” (xls). 第117回 福島県統計年鑑.   福島県 (2003年3月). 2023年5月30日閲覧。
3. ↑  “97 鉄道輸送状況” (xls). 第118回 福島県統計年鑑.   福島県 (2004年3月). 2023年5月30日閲覧。
4. ↑  “95 鉄道輸送状況” (xls). 第119回 福島県統計年鑑.   福島県 (2005年3月). 2023年5月30日閲覧。
5. ↑  “95 鉄道輸送状況” (xls). 第120回 福島県統計年鑑.   福島県 (2006年3月). 2023年5月30日閲覧。

会津若松市の市勢統計データ
1. ↑  “07 01駅の乗車人員の推移（1日平均）” (PDF). 会津若松市の市勢統計データ | 会津若松市.   会津若松市 (2024年4月1日). 2024年11月16日閲覧。